# Assobiador-do-castanhal
O assobiador-do-castanhal (Vireolanius leucotis) é uma espécie de ave não-migratória, da família Vireonidae. É encontrado no norte da Bolívia, grande parte da Amazônia brasileira, Colômbia, Equador, Guiana Francesa, Guiana, leste do Peru, Suriname e sul da Venezuela. Seus habitats naturais são florestas subtropicais ou tropicais úmidas de baixa altitude e florestas subtropicais ou tropicais úmidas de montanha, até cerca de 1.800 m de altitude.

## Descrição
Este pássaro mede cerca de 14 cm de comprimento. Possui uma cabeça grande, com o topo e a área da face na cor cinza, e uma faixa amarela sobre o olho. O dorso é verde-oliva, e o peito e o ventre são amarelos.

## Subespécies
O assobiador-do-castanhal possui quatro subespécies:
- Vireolanius leucotis leucotis (Swainson, 1838): encontrado no nordeste da Amazônia brasileira, sudeste da Colômbia, Equador, norte do Peru e Guianas;
- Vireolanius leucotis mikettae (Hartert, 1900): encontrado na Colômbia e na região do Pacífico do Equador;
- Vireolanius leucotis simplex (Berlepsch, 1912): encontrado do sul do Amazonas (Brasil) até o sul do Peru;
- Vireolanius leucotis bolivianus (Berlepsch, 1901): encontrado do sudeste do Peru (Cusco) até o norte da Bolívia.

## Comportamento

### Alimentação
Alimenta-se de insetos e outros invertebrados que se escondem nas folhagens.

### Reprodução
O assobiador-do-castanhal constrói um ninho em formato de copo, suspenso de um galho de árvore bifurcado. Os pais se revezam na incubação dos ovos e no cuidado dos filhotes.
A espécie defende seu território, na época da reprodução.

### Vocalização
Seu canto é uma nota simples, alta.